# Fließ
Fließ je obec v Rakousku ve spolkové zemi Tyrolsko v okrese Landeck. Žije zde přibližně 3 000 obyvatel. K prvnímu lednu 2011 zde žilo 2 910 obyvatel. 

## Geografie

### Poloha
Fliess je seskupená obec v pohoří Oberes Gericht, která se nachází na malé náhorní plošině asi 200 m nad řekou Inn v Alpách v nadmořské výšce 1073 m mezi obcí Prutz a městem Landeck. Obec leží na úpatí hory Krahberg, která je součástí masivu Venet.

## Administrativní členění
Pod obec spadají malé osady, které jsou roztroušeny v údolí podél řeky Inn. Jsou to např.:
- Dorf
- Eichholz
- Hochgallmigg
- Niedergallmigg
- Piller
- Urgen

- Fließerau

a asi 70 dalších osad, statků, jako je Schlosssiedlung a Neuer Zoll (bývalá mýtná stanice), které se rozkládají na svazích vlevo a vpravo v údolí Inntalu. Zvláštností je vlastnictví obce Alpe Zanders o rozloze asi 1070 ha v katastrálním území obce Spiss. 
Katastrální území obce Fließ leží v nadmořské výšce 800 až 1580 m a zasahuje na severu až k Wannejöchelu v masivu Venet, na východě přes Piller Sattel do údolí Pillertal, který vede severovýchodně k Pitztalu, na jihu za Pontlatzerský most, na jihozápadě přes Inn do Urgtalu a Gatschkopfu. Nejvyšší bod obce se nachází na Hohe Aifner Spitze (2779 m n. m.).
Rozloha území obce je 47,6 km², z toho 21,1 % připadá na zemědělskou půdu,16,3 % tvoří alpské louky a pastviny, 55,7 % pokrývají lesy. Z celkové rozlohy je 24,2 % území osídleno.

### Sousední obce
| Landeck  | Zams               | Wenns      |
| Tobadill |                    | Jerzens    |
| Fiss     | Ladis Prutz Faggen | Kaunerberg |

## Historie
Archeologické nálezy z prehistorické doby dokládají starověkost obce Fließ. V době římské byla komunikačním bodem na cestě do Itálie. Ve Fließ byly nalezeny pravděpodobně nejstarší stopy kostela, katolický farní kostel Nanebevzetí Panny Marie, známý jako Fließer Maaskirche, jehož fragmenty pocházejí z šestého století. 
První písemná zmínka o obci pochází z období 1115–1122, v písemný převod majetku pod opatství Rottenbuch. V roce 1220 je v písemných pramenech uváděn jako Vlies.
Sesuv půdy v roce 1547 pohřbil téměř celou obec.
V roce 1933 velký požár zničil mnoho domů. Fliess byl přestavěn a obnoven v mnohem větším rozsahu. Dodnes existují části starého centra obce a některé staré usedlosti v okrajových vesnicích.
V noci ze dne 23. na 24. prosince 2023 spadla v noci na silnici L312 Hochgallmiggstraße skála. Tato jediná silnice byla uzavřena kvůli hrozbě sesuvu půdy. Na 250 obyvatel Hochgallmiggu byly od 25. prosince po dobu prací na silnici  zásobovány dvěma vrtulníky rakouských ozbrojených sil.

## Pamětihodnosti
- Kostel svaté Barbory v barokně-klasicistním slohu z roku 1804
- Gotický farní kostel Nanebevzetí Panny Marie s barokním oltářem
- Archeologické muzeum
- Zámek Bidenegg

Katastrální území obce Fliß zasahuje přírodní park Kaunergrat, který zahrnuje stepní svahy s téměř nepředstavitelným počtem asi 1 500 druhů motýlů a vrchovištěm s rozmanitými rostlinami na Piller Sattel.

## Znak
Blason: Ve stříbře dvě modré cínové věže spojené hradbou.
Znak byl obci udělen 13. července 1982.
Znak obce Fliess má připomínat první doložené majitele hradu Bidenegg Potznery a je vytvořen podle jejich vzoru. Na stříbrném štítě vystupují z obranné zdi stejné barvy dvě stejné horské pevnosti s cimbuřím v modré barvě. Modrá silueta hradu má divákovi takříkajíc zakrýt pohled na erb a pravděpodobně také odkazuje na údolí Pontlatz nad údolím řeky Inn, které má vojensko-historický význam.